# QMC@Home
QMC@Home es un proyecto de computación distribuida que corre en la plataforma informática Berkeley Open Infrastructure for Network Computing (BOINC). Su meta es un mayor desarrollo y pruebas del uso de Quantum Monte Carlo (QMC) en la química cuántica. El proyecto es organizado por la Universidad de Münster con la participación del Laboratorios Cavendish. QMC@Home permite que los voluntarios alrededor del mundo donen los ciclos ociosos de su computador para ayudar calcular geometría molecular usando el método Diffusion Monte Carlo.
El proyecto está desarrollando una nueva aplicación usando la teoría del funcional de la densidad.
El proyecto empezó su fase de desarrollo beta el 23 de mayo de 2006. A partir de febrero de 2010, QMC@Home tiene alrededor de 7.500 participantes activos de 102 países, contribuyendo un poder de cómputos de alrededor de 5 TeraFLOPS.

## Workunits
El tiempo que se demora en completar una workunit depende en el tamaño del sistema a calcular y la rapidez del computador del usuario. El tiempo objetivo es entre 4 a 48 horas en procesador de 2.4 GHz.

Esta es una lista de la moléculas recientemente probadas:

1a Amoníaco; 1 Amoníaco dímero; 2a Agua; 2 Agua dímero; 3a Ácido fórmico; 3 Ácido fórmico dímero; 4a Formamida; 4 Formamida dímero; 5a Uracilo; 5 Uracilo dímero; 6a 2-piridoxina; 6b 2-aminopiridina; 6 2-piridoxina/2-aminopiridina; 7a Adenina; 7b Timina; 7 Adenina/timina WC; 8a Metano; 8 Metano dímero; 9a Etileno; 9 Etileno dímero; 10 Benceno/metano; 11a Benceno; 11 Benceno dímero; 12a Pirazina; 12 Pirazina dímero; 13 Uracilo dímero; 14a Indol; 14 Indol/benceno; 15 Adenina/timina stack; 16b Acetileno; 16 Etileno/acetileno; 17 Benceno/agua; 18 Benceno/amoníaco; 19b Ácido cianhídrico; 19 Benceno/Ácido cianhídrico; 20 Benceno dímero; 21 Indol/Benceno; 22a Fenol; 22 Fenol dímero
Para una lista de las workunits actuales, visite la página web del proyecto